# Марія Константінеску (веслувальниця)
Марія Константінеску (5 липня 1956) — румунська академічна веслувальниця.
Бронзова призерка Олімпійських Ігор 1980 року в складі вісімки.